# Cattedrale di Meaux
La cattedrale di Santo Stefano (in francese: Cathédrale Saint-Étienne de Meaux) è il principale luogo di culto cattolica di Meaux, nel dipartimento di Seine-et-Marne ad oriente di Parigi. La chiesa, sede del vescovo di Meaux, è monumento storico di Francia dal 1840.

## Storia
La prima edificazione ebbe inizio nel 1175 - 1180 in stile romanico. Alcuni difetti di progettazione coinvolsero l'architetto Gautier de Vainfroy e vennero corretti nel XIII secolo. Si dovette demolire, quasi completamente, la vecchia struttura e ricostruire un nuovo edificio questa volta in stile gotico. Verso la fine del XIII secolo i lavori dovettero però essere interrotti per mancanza di fondi, un problema che venne risolto grazie alla generosità di Carlo IV agli inizi del XIV secolo. Ma i lavori vennero interrotti dalla guerra dei cent'anni e dall'occupazione inglese.
Gli archivi della diocesi vennero distrutti nel 1793 – 1794, cancellando così molte notizie sulla storia della cattedrale.
Il compositore Pierre Moulu lavorò nella cattedrale agli inizi del XVI secolo.
Gli stili architettonici presenti nella struttura della cattedrale, a causa del periodo in cui venne costruita, comprendono diverse tipologie di arte gotica. La cattedrale è alta 48 metri e all'interno, le volte sopra il coro sono alte 33 metri. La decorazione interna è nota per la sua semplicità, e lo spazio interno per la sua luminosità complessiva. La cattedrale contiene un famoso organo, costruito nel XVII secolo.
Nel 1912 è stata insignita del titolo di basilica minore.

## Galleria d'immagini

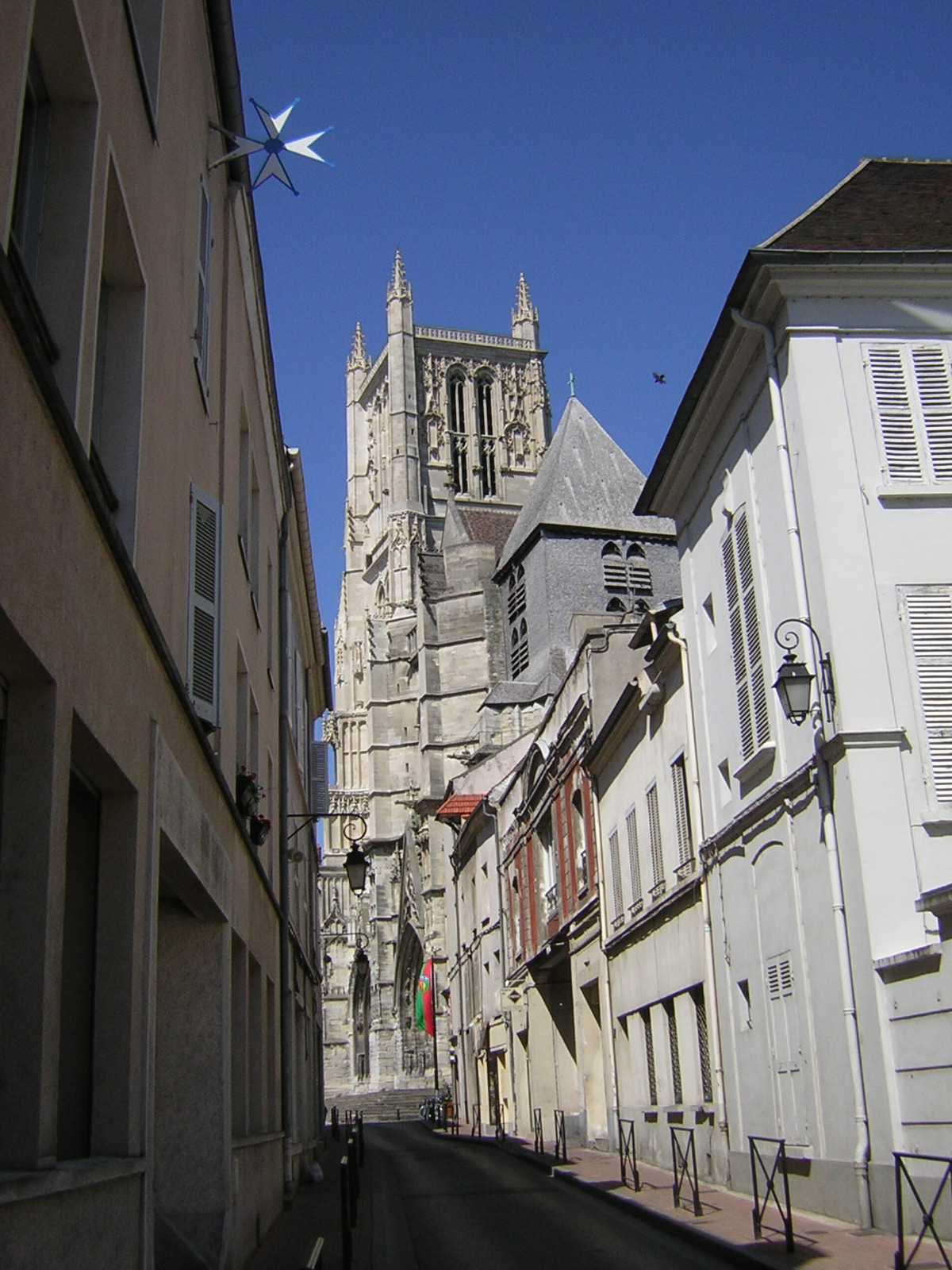
Vista della cattedrale da una delle strette vie che la circondano
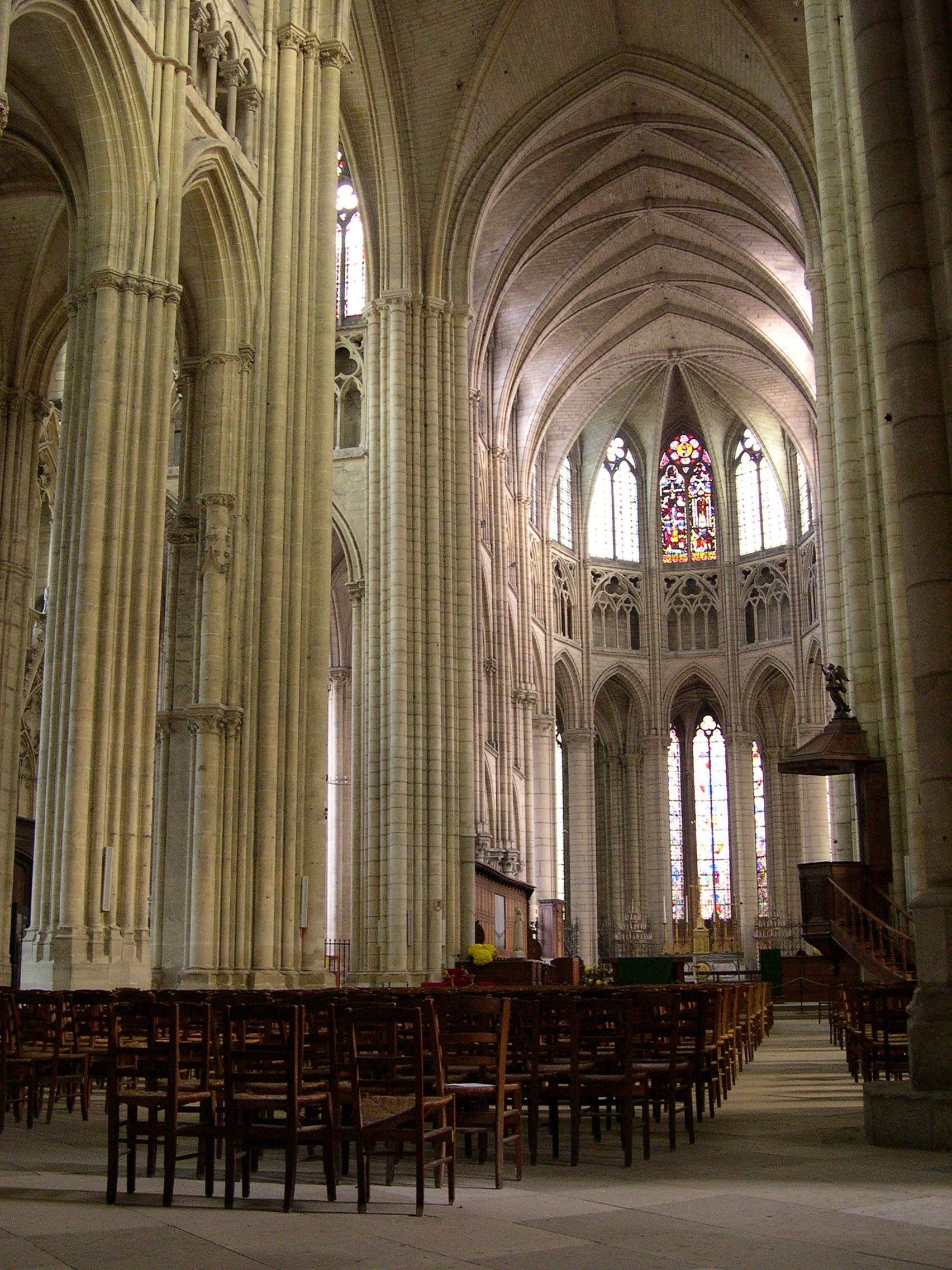
Veduta dell'interno
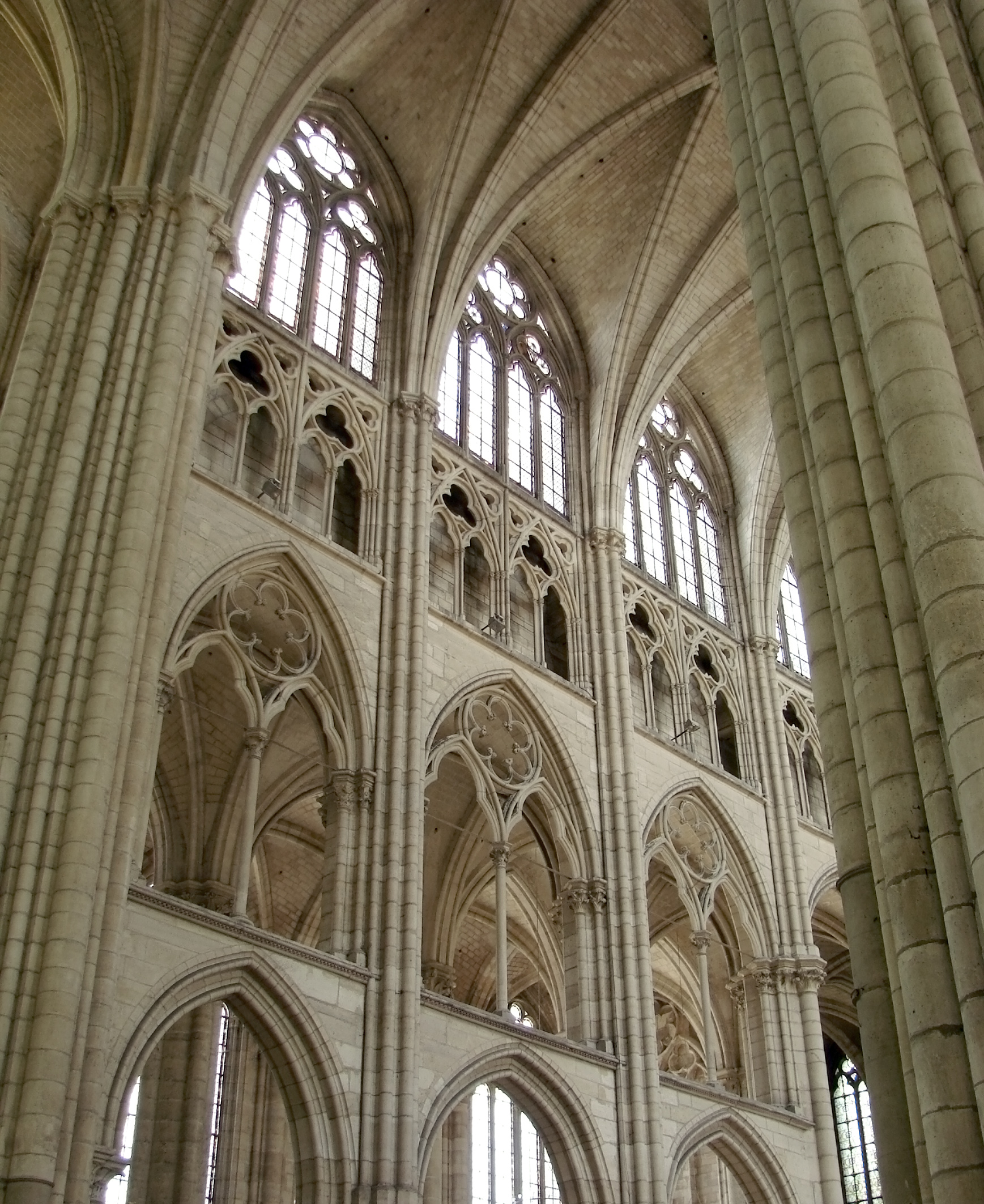
Particolare dell'interno
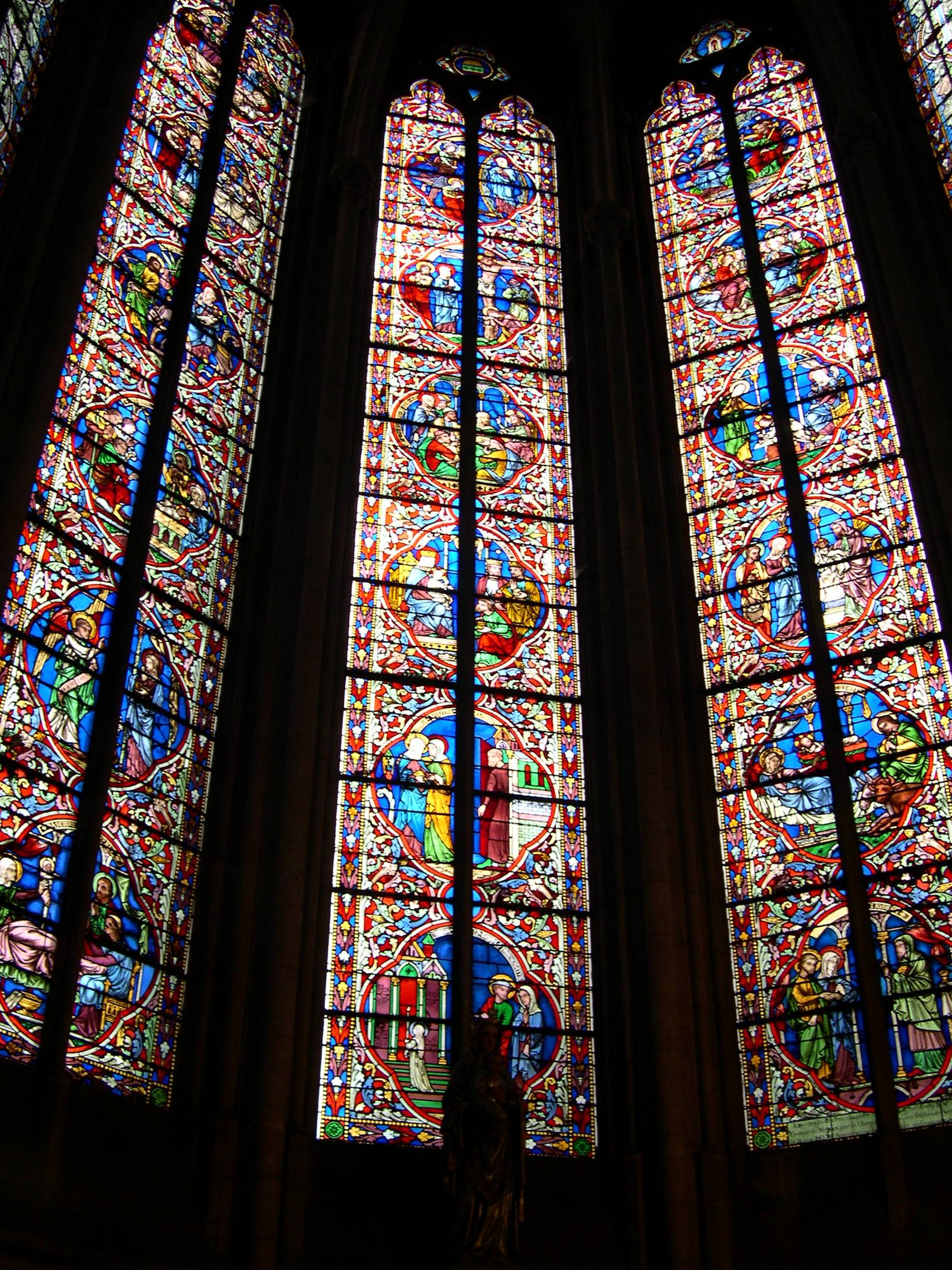
Le vetrate